# Matic Podlipnik
Matic Podlipnik (* 9. August 1992 in Jesenice) ist ein slowenischer Eishockeyspieler, der seit Januar 2023 beim HK Poprad in der slowakischen Extraliga unter Vertrag steht. Neben seiner Eishockeykarriere spielt er auch Inlinehockey.

## Karriere
Matic Podlipnik begann seine Karriere als Eishockeyspieler in der Nachwuchsabteilung des HD mladi Jesenice, für den er in der slowenischen U20-Liga spielte. 2009 wechselte er zum EC Red Bull Salzburg, mit dem er 2010 die österreichische U20-Meisterschaft erringen konnte. Anschließend wurde er in die zweite Herrenmannschaft der Roten Bullen aufgenommen, die in der Nationalliga, der zweithöchsten Spielklasse Österreichs, spielte. Nach insgesamt drei Jahren in Österreich zog es ihn nach Tschechien, wo er bis November 2014 beim HC Dukla Jihlava in der 1. Liga, der zweithöchsten Spielklasse des Landes, unter Vertrag stand. Zwischenzeitlich wurde er auch an den HC Pelhrimov aus der 2. Liga ausgeliehen. Nachdem er im Herbst 2015 18 Spiele für den HC Bozen in der Österreichischen Eishockeyliga absolviert hatte, spielte er seit Januar 2016 für den SK Horácká Slavia Třebíč in der zweitklassigen tschechischen 1. Liga, wo er die Spielzeit beendete. Nach einem Jahr beim Lyon Hockey Club in der Ligue Magnus steht er seit 2017 wieder in der tschechischen 1. Liga und diesmal beim HC Karlovy Vary unter Vertrag. 2018 schaffte er mit dem Klub aus Karlsbad den Wiederaufstieg in die Extraliga, konnte die Leistungen des Vorjahres jedoch nicht erneut zeigen und verließ den Verein nach der Saison 2018/19. Im August 2019 erhielt er einen Vertrag beim HC Slovan Bratislava aus der slowakischen Extraliga, für den er verletzungsbedingt bis Februar 2020 nur 26 Spiele absolvierte. Daher entschloss er sich zu einem Wechsel und wurde vom EV Landshut aus der DEL2 verpflichtet. Im November 2020 wechselte er zum Gyergyói HK in die ungarisch-rumänische Erste Liga. Nachdem er dort die Saison zu Ende gespielt hatte, spielte er in schneller Folge für den Hockey Club de Cergy-Pontoise (Ligue Magnus), den EHC Bayreuth (DEL2), den HK Spišská Nová Ves und den HK Poprad (beide slowakische Extraliga).

### International
Für Slowenien nahm Podlipnik im Juniorenbereich an der Division II der U18-Weltmeisterschaften U18-Weltmeisterschaft 2009 und 2010 sowie den U20-Weltmeisterschaften der Division I 2011 und 2012 teil. 
Im Seniorenbereich stand der Abwehrspieler erstmals bei den Olympischen Winterspielen 2014 in Sotschi, als die Slowenene einen überraschenden siebten Rang erreichten, auf dem Eis. Im selben Jahr wurde er auch in der Division I der Weltmeisterschaft 2014 eingesetzt und stieg mit seiner Mannschaft in die Top-Division auf. Dort spielte er dann bei der Weltmeisterschaft 2017. Zudem nahm er auch an den Olympischen Winterspielen 2018 in Pyeongchang und an den Weltmeisterschaften der Division I 2018, als er die beste Plus/Minus-Bilanz des Turniers erreichte, 2019 und 2022 teil. Außerdem vertrat er seine Farben bei der Qualifikation für die Olympischen Winterspiele in Peking 2022.

### Inlinehockey
Neben seiner Eishockeykarriere spielt Podlipnik auch Inlinehockey. Bei der IIHF Inlinehockey-Weltmeisterschaft 2013 stand er im Kader der slowenischen Nationalmannschaft, mit der er als Tabellenletzter der Top-Division in die Division I absteigen musste.

## Erfolge und Auszeichnungen
- 2010 Österreichischer U20-Meister mit dem EC Red Bull Salzburg
- 2014 Aufstieg in die Top-Division bei der Weltmeisterschaft der Division I, Gruppe A
- 2018 Beste Plus/Minus-Bilanz bei der Weltmeisterschaft der Division I, Gruppe A
- 2018 Aufstieg in die Extraliga mit dem HC Energie Karlovy Vary
- 2022 Aufstieg in die Top-Division bei der Weltmeisterschaft der Division I, Gruppe A